# Ansamblul urban central din Turda

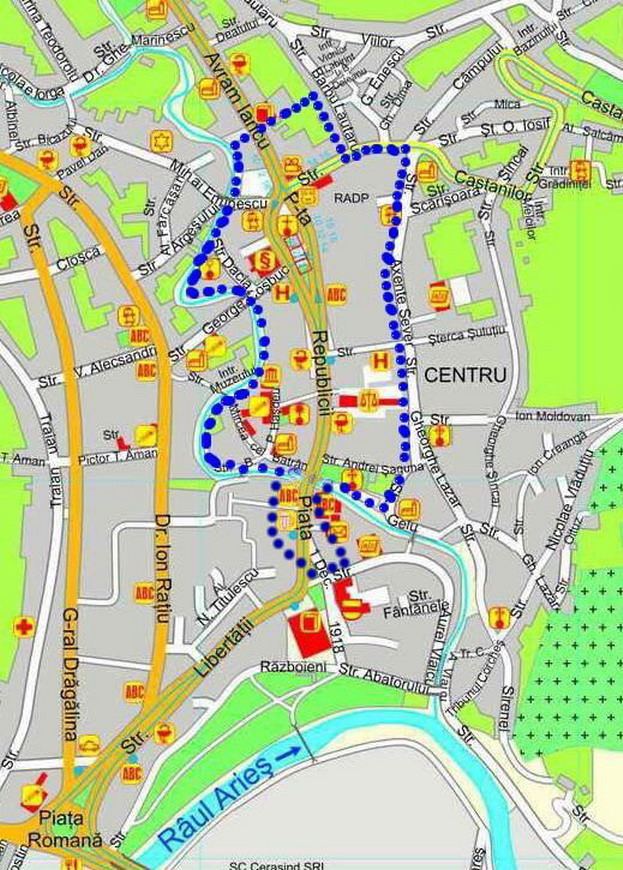
Ansamblul urban central din Turda secolelor XVIII-XIX (deliminat cu puncte albastre)

Ansamblul urban central din secolele XVIII-XIX în Turda este înscris pe lista monumentelor istorice din județul Cluj, elaborată de Ministerul Culturii din România în anul 2015 (cod LMI CJ-II-s-B-07797).

## Generalități
Ansamblul urban (nucleul orașului medieval) este delimitat de:
- Capătul parcelelor din strada Avram Iancu nr.2-12
- Strada Castanilor
- Strada Axente Sever
- Strada Gheorghe Lazăr (până la intersecția cu strada Gelu)
- Strada Gelu (spre centrul orașului, de-a lungul Vaii Racilor)
- Valea Racilor, între strada Gelu si Piața 1 Decembrie 1918
- Extremitatea parcelei din Piața 1 Decembrie 1918 (frontul estic)
- Extremitatea parcelei din Piața 1 Decembrie 1918 (frontul vestic, până la Valea Racilor)
- Valea Racilor (în amonte) până la fundul parcelei din strada Avram Iancu nr.9
- Capătul parcelelor din strada Avram Iancu nr.9-11

Perimetrul ansamblului urban central din Turda este marcat pe harta alăturată cu puncte albastre și corespunde în mare măsură nucleului vechi al orașului denumit “Turda Veche”.

## Descrierea clădirilor din Piața Republicii
- Casa nr.1-2, construită din piatră la începutul secolului al XIX-lea, a avut în trecut destinația de școală primară romano-catolică, casă cantorală și locuință a învățătorului. În prezent aici funcționează parohia romano-catolică, locuința cantorului, o grădiniță și o cantină socială. În interiorul acestei clădiri sunt incastrate în pereți două dintre cheile de boltă ale vechii biserici romano-catolice demolate în secolul al XV-lea (una dintre chei poartă însemnul "Cheile Sf.Petru" din 1472, putând fi ușor confundată cu cunoscuta stemă a Vaticanului).
- Casa nr.3 a fost construită din piatră, înainte de anul 1891.
- Casa nr.4 a fost construită în locul clădirilor din partea de nord a judecătoriei, unde au funcționat în trecut poliția și pompierii.
- Casa nr.5 (Judecătoria). Clădirea cu etaj și turn a fost construită între 1795-1806. Lucrările au fost conduse de Kövecsi János. În treptele coridorului au fost înglobate materiale de construcție provenite de la ruinele castrului roman Potaissa. Basorelieful din peretele dinspre curte, cu imaginile unei ceremonii funerare, se află acum la Muzeul de Istorie Turda.
- Casa nr.6: clădirea veche a fost demolată; în locul ei s-a construit hotelul Potaissa.
- Casa nr.7: vezi Case în stil Secession din Turda.
- Casa nr.8 (Casa Mikó): veche locuință nobiliară cu parter și etaj; clădire impozantă, frumos proporționată. În anul 1868 avea 25 de camere și un restaurant. A găzduit temporar Judecătoria Comitatului Turda-Arieș. În anul 1891 Poșta Regală ocupa aici 10 camere. În perioada interbelică în curte a existat o mică fabrică de ciocolată.
- Casa nr.9: construită din piatră, în regim parter. A existat înainte de anul 1873.
- Casa nr.10: clădire reconstruită la sfârșitul secolului al XIX-lea în stil eclectic. A păstrat ancadramentul din piatră al porții vechiului edificiu.
- Casa nr.11: edificată din piatră, cu etaj. Datează dinainte de 1879. A fost refațadizată în perioada interbelică.
- Casa nr.12 (Casa Tăbăcarilor): casă datând de la începutul secolului al XIX-lea; realizată din lemn, perpendiculară inițial pe frontul pieței. Fostă proprietate a Breslei Tăbăcarilor din Turda. A fost reconstruită cu etaj și cu front continuu în anul 1889.
- Casa nr.13 (Casa Fodor): fostul conac Sarkozi, apoi Csipkes, pe locul unde în secolul al XVI-lea, în perioada domniei lui Ioan Sigismund Zápolya, era o clădire cu etaj, cu ancadramente în stil renascentist la ferestre, care încă existau în secolul al XIX-lea. Până la amenajarea Palatului Princiar, aici se cazau voievozii. Actuala casă cu două nivele a fost construită de Károly Fodor în anul 1870. În casa scărilor se păstrează și acuma o placă de piatră inscripționată având un blazon în centru, datând din anul 1615. Fost sediul Poliției Municipale Azi: magazinul Billa.
- Casa nr.14 (Casa Wesselényi): fost conac Wesselényi, apoi Jósika Miklós. Este o clădire parter, datând din secolul al XVIII-lea, cumpărată de Breasla Măcelarilor din Turda. A fost reconstruită și supraetajată la sfârșitul secolului al XIX-lea. Pe zidul gangului de la intrare se mai păstrează blazonul nobiliar al familiei Wesselényi (parțial tencuit).
- Casa nr.15 (Palatul Finanțelor din Turda) a fost construită între anii 1901-1902. Nu se cunoaște numele proiectantului, care a realizat o compoziție eclectică cu puternice influențe secesioniste. Este o clădire cu etaj, în porțiunea ieșită din linia feței se află gangul cu acces carosabil, marcat cu coloane. Destinația inițială a clădirii a fost Palat de Finanțe, dar ulterior a găzduit primăria, judecătoria, poșta, astăzi bănci și magazine.
- Casa nr.16: fostă Școală Reformată-Calvină de fete. Este o construcție cu etaj datând din anul 1859, amplasată lângă fostul turn al Bisericii Reformate-Calvine (turn prăbușit în anul 1862).
- Casa nr.19 (Casa Becski): clădire cu etaj construită în 1894 de familia Kálmán Becski. A integrat la parterul comercial două încăperi cu tavan gotic, boltite ogival.
- Casa nr.20: inițial casă simplă din lemn, cu parter, datând din anul 1883. A fost reconstruită din cărămidă, cu etaj și cu prăvălii la parter, în stil eclectic, până spre sfârșitul secolului al XIX-lea.
- Casa nr.21: inițial casă simplă din piatră, edificată în 1890. A fost reconstruită cu etaj și cu 3 încăperi comerciale la parter, în stil eclectic clasicizant, cu influențe ale stilului Secession, între anii 1898-1900.
- Casa nr.22: cu ocazia demolării părții dinspre piață a vechii fortificații la sfârșitul secolului al XIX-lea, casa a fost reconstruită cu etaj, cu trei prăvălii și cu 10 camere (înainte de 1903), în stil eclectic clasicizant, cu urme de Secession.
- Casa nr.23: inițial casă simplă din lemn, datată înainte de 1878. A fost reconstruită înainte de 1908 cu etaj, cu 3 prăvălii și cu 10 camere, în stil eclectic, cu tendințe între neoclasicism și Secession.
- Casa nr.24: clădire construită în secolul al XIX-lea, reconstruită cu etaj între 1912-1918, în stil eclectic. Rezolvă elegant colțul parcelei situată în intersecție. A fost Casa de Credit a Agricultorilor în perioada interbelică.
- Casa nr.25 a fost construită în 1917, dar în stilul sfârșitului de secol XIX.
- Casa nr.26 (Casa Téglás), construită de inspectorul județean István Téglás între 1898-1904 în stil Secession, a preluat locul a două case mai vechi de piatră, numai cu parter, din 1883.
- Casa nr.27 din 1877 a fost reconstruită după 1906 în stil eclectic, cu elemente de Secession, adaptându-se reliefului (subsolul din curte a devenit parter către piață).
- Casa nr.28-29: fostul Hotel Elisabeta, construit în 1882, se află în "Grădina Rățeștilor", unde a funcționat și școala primară greco-catolică. Clădirea a mascat piața alimentară mutată aici din centru, ca rezultat al noilor norme urbanistico-sanitare, centrul devenind promenadă. Cu secole în urmă aici se afla sediul inspectoratului general al minelor de sare și de aur din Ardeal. La 24 noiembrie 1918 aici a avut loc Conferința Cercului Electoral Turda, care a ales delegații pentru Marea Adunare Națională de la Alba Iulia din 1 Decembrie 1918.
- Casa nr.31: casă construită inițial numai cu parter, funcționa în 1898 ca restaurant ("La Cornul Vânătoresc"). S-a etajat după 1906 în stil Secession, cu vitrine moderne la parter.
- Casa nr.32 a fost inițial o clădire nobiliară cu etaj, construită înainte de 1894. Refăcută în perioada interbelică, în stil neo-românesc (1930).
- Casa nr.33 a fost reconstruită, cu prăvălii și anexe la parter și cu 18 camere la etaj, în anul 1897, ca proprietate a Hotelului și Casei de Economii Arieșana S.A. La parter se afla "Cafeneaua Emke". Fațada, refăcută în 1930, are motive inspirate din arhitectura neo-românească.
- Casa nr.34 cu etaj, a fost extinsă și refăcută în anul 1890. Fațada prezintă motive eclectice.
- Casa nr.35: inițial o casă simplă din lemn, numai cu parter (existentă înainte de 1892). A fost etajată între anii 1911-1917, într-o manieră apropiată stilului Secession (Arta 1900).
- Casa nr.36: casă din lemn, cu parter, existentă înainte de 1892, a fost etajată și modernizată după anul 1917. Prezintă o fațadă cu tendințe modernist-cubiste și neo-românești.
- Casa nr.37 (Casa Tutschek), existentă înainte de 1881, a aparținut familiei armene Tutschek. Casa, compusă inițial din două părți, cu restaurant la parter, a fost etajată după 1917. Cu acel prilej, clădirea a fost unificată într-un singur corp, cu un ritm neregulat al fațadei. Păstrează unele motive eclectice.
- Casa nr.38, existentă în anul 1872, cu etaj, cu 15 încăperi și cu vitrine la parter, are, pe lângă simetria clasică, urme ale stilului Secession.
- Casa nr.39, din piatră, inițial cu 6 camere, datând dinainte de 1874, a fost reconstruită după 1917 cu etaj, cu 2 prăvălii și cu 11 încăperi. Prezintă un stil eclectic, cu urme ale unor mai vechi adaptări de la începutul secolului al XX-lea (1902).
- Casa nr.40-43: bloc de locuințe construit între 1951-1953 pe locul a 4 case din piatră mai vechi (construite înainte de 1874), dar distruse la bombardamentele din timpul celui de al doilea război mondial. Blocul actual, cu etaj, are un front continuu. Aici a existat librăria și tipografia Füssy.
- Casa nr.44: cu etaj, existentă dinainte de 1874, a fost refăcută în 1881 și 1898. În prezent, poartă semnele unor diverse stiluri arhitectonice, de la neo-clasicism la stilul neo-românesc.
- Casa nr.45 a fost construită cu etaj în a doua jumătate a secolului al XIX-lea, în stil eclectic clasicizant. În 1897 aici era găzduită Casa de Consemnațiuni S.A.
- Casa nr.46 păstrează fațada inițială în stil baroc rural din a doua jumătate a secolului al XVIII-lea.
- Casele nr.47-48 (care au aparținut în trecut familiei nobiliare Kimpel) datează din epoca barocă, prezentând blazonul nobiliar și anul construcției (1784) în relief, pe frontonul arcuit al porții de intrare.
- Casa nr.49 construită inițial numai cu parter, a fost supraetajată în manieră eclectică în anul 1889.
- Casa nr.50 construită în stil eclectic în anul 1889, prezintă elemente ale stilului Secession.
- Casa nr.51 a fost construită în anul 2007, în locul unei vechi case din secolul al XIX-lea de tip rural (numai cu parter).
- Casa nr.52 (Teatrul Municipal din Turda).
- Casa nr.53, clădire cu etaj, din piatră datează din anii 1854-1856. Parterul imobilului construit la zidul cetății a fost închiriat în trecut ca prăvălii comercianților armeni. În 1856 pereții au fost consolidați și supraînălțați, formându-se astfel etajul clădirii în care a fost amenajată școala romano-catolică. După naționalizare, clasele scolii romano-catolice au fost înlocuite cu ateliere de croitorie ale cooperației locale. În 1991 imobilul a fost retrocedat bisericii romano-catolice.